# Agladrillia pudica
Agladrillia pudica é uma espécie de gastrópode do gênero Agladrillia, pertencente a família Drilliidae.